# Iglesia de Santa Maria della Pace (Nápoles)
La iglesia de Santa Maria della Pace es una iglesia de Nápoles que forma parte del complejo del mismo nombre, formado también por un hospital del siglo XVI y la llamada "sala del Lazareto".

## Historia

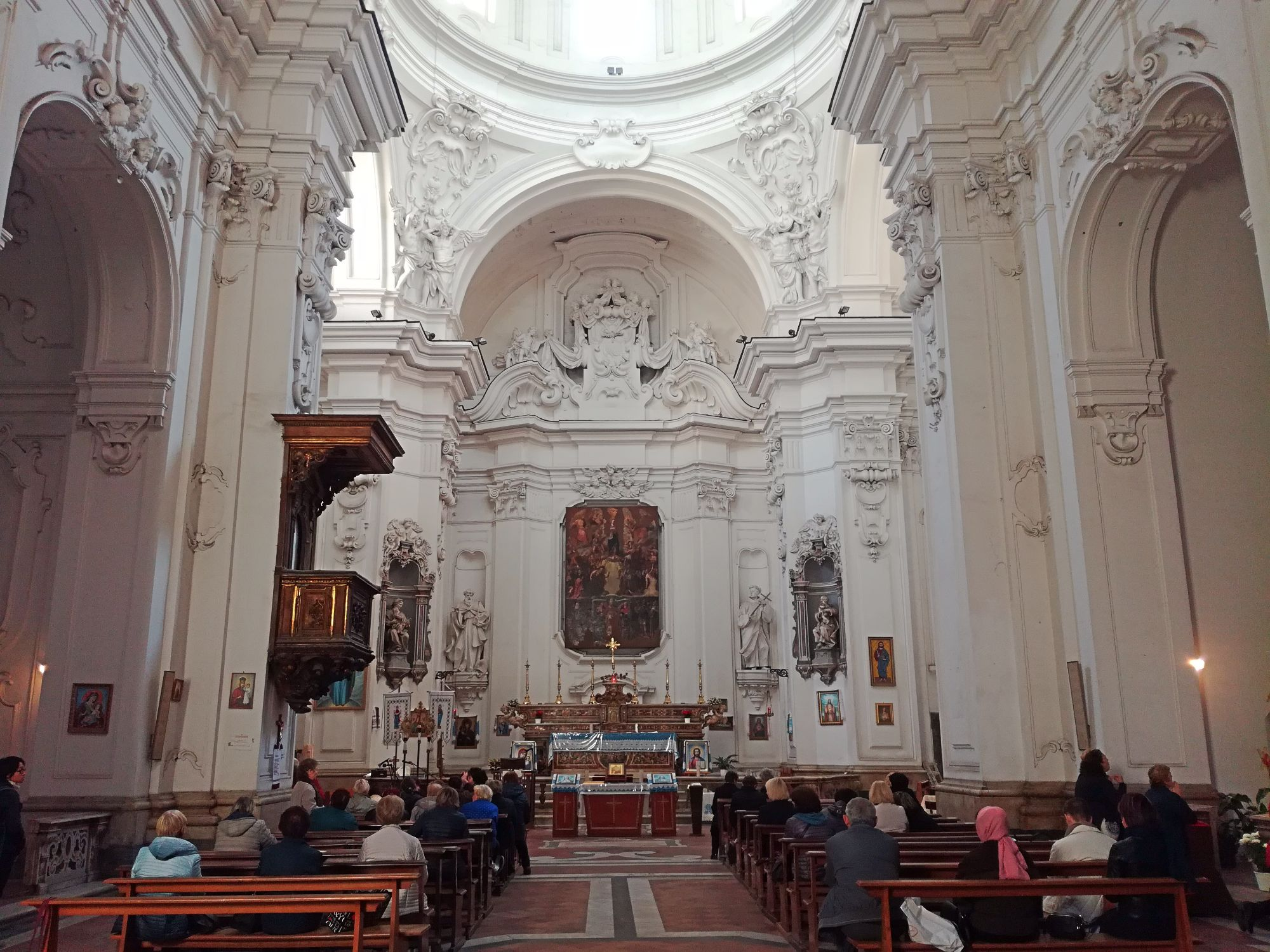
Interno

El conjunto monumental de Santa Maria della Pace incluye el hospital de los frailes hospitalarios de San Giovanni di Dio (construido en 1587 ), la iglesia del mismo nombre y la sala del Lazzaretto; el conjunto se encuentra en Via dei Tribunali, antes de terminar frente a Castel Capuano, inmediatamente después de la pequeña plaza Sedil Capuano.

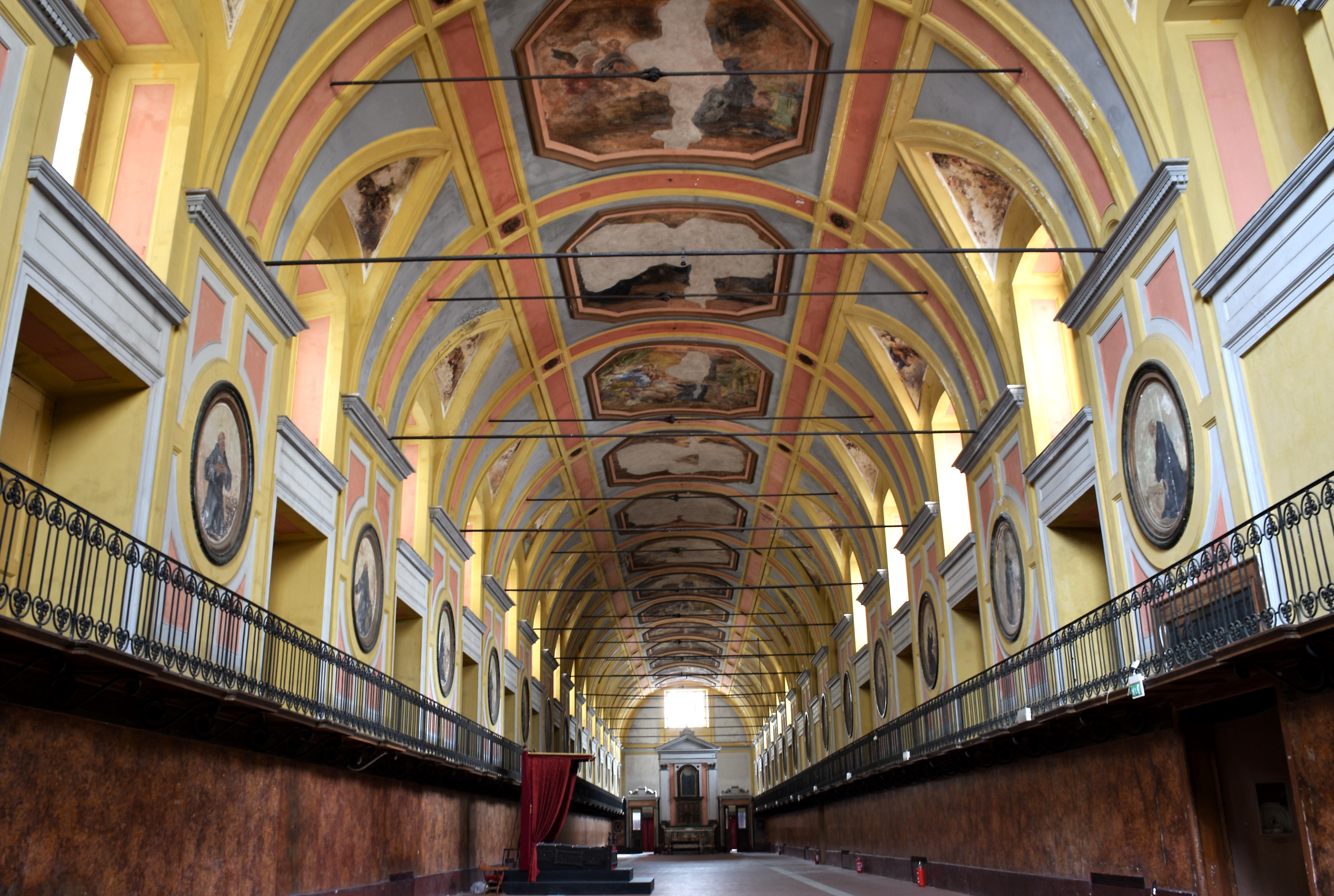
Salón del Lazareto

El complejo se construyó alrededor de un antiguo palacio noble construido por Giovanni Caracciolo a principios del siglo XV (diseño de Andrea Ciccione ). La arquitectura del antiguo edificio aún se puede encontrar en el portal de entrada, que, de estilo gótico, se caracteriza por un gran arco polilobulado. Pietro De Marino diseñó la iglesia, que se inició en 1629 y se completó en 1659; el templo fue consagrado a Santa Maria della Pace porque fue terminado en el año en que se sancionó la paz entre Luis XIV de Francia y Felipe IV de España.

## Descripción

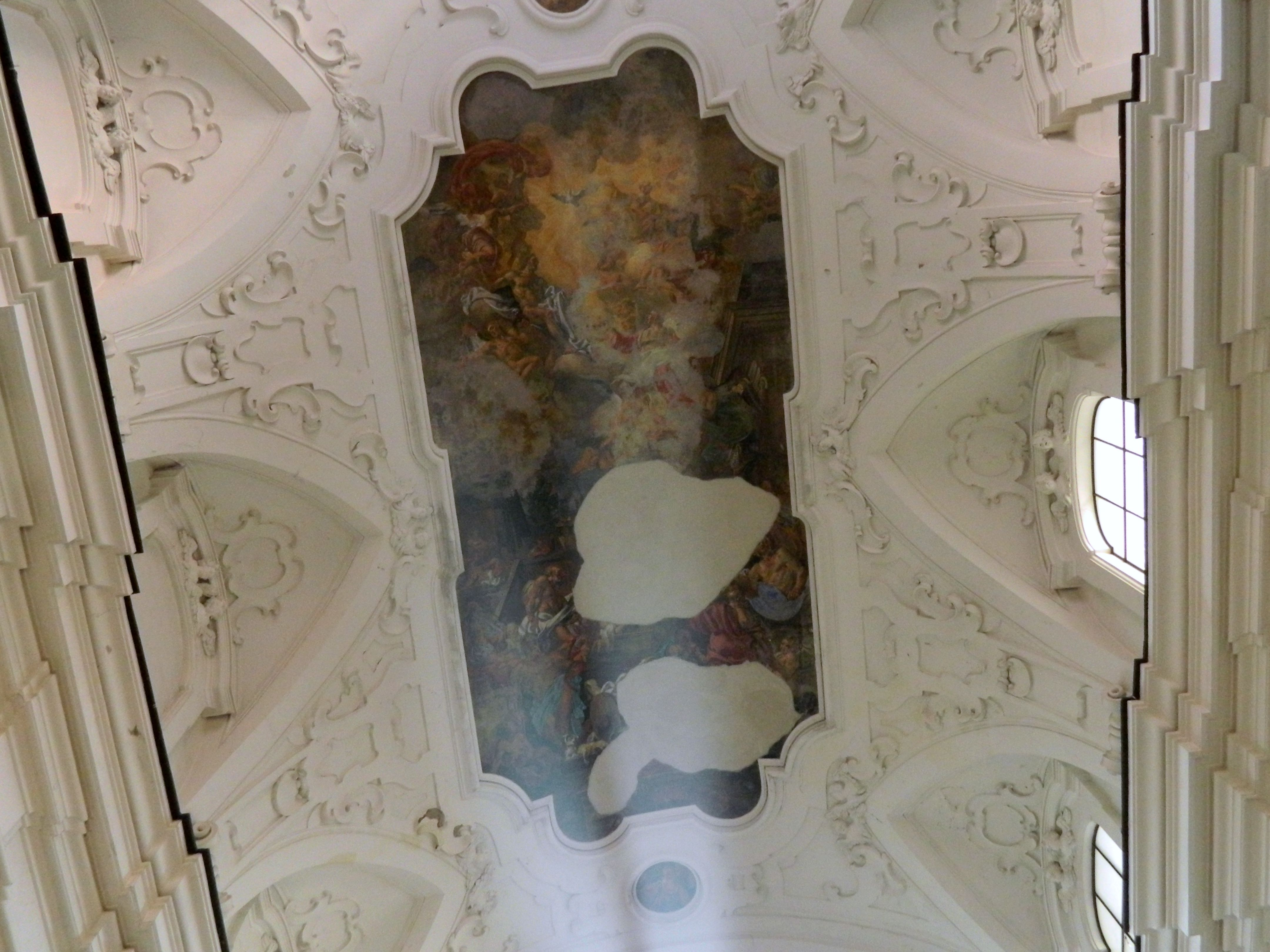
Fresco de la bóveda

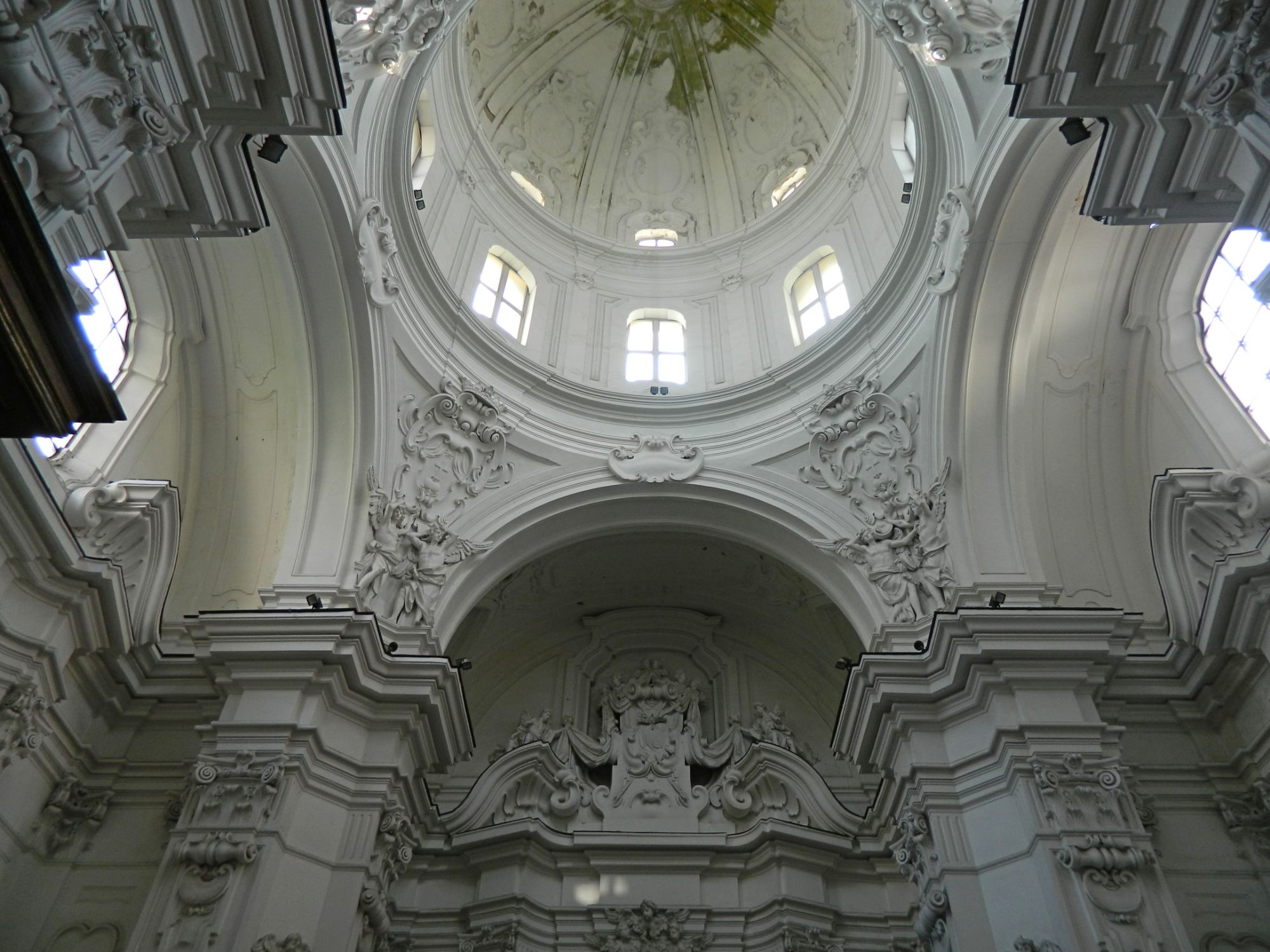
Cúpula

La iglesia es de cruz latina con una sola nave y tiene tres capillas a cada lado. El interior fue restaurado tras el terremoto de 1732 por Domenico Antonio Vaccaro ; de Donato Massa son los suelos de terracota y las espléndidas mayólicas, creadas según un diseño del propio Vaccaro. El ábside es de Nicola Tagliacozzi Canale.

## Salón del Lazareto
Se accede a él a través de una gran escalera, cuya entrada se encuentra a la izquierda del vestíbulo.
La sala se llama Lazareto porque este lugar era uno de los pocos de la ciudad que acogía a leprosos, apestados y otros enfermos infectados. La sala tiene 76,80 m de largo y al fondo se puede admirar el altar de mármoldel siglo XVIII, que separaba la sala principal del consultorio médico.
Con 12,50 metros de alto y 10,24 metros de ancho, cuenta también con una galería que recorre las paredes, situada a media altura y que originalmente servía para servir comida y bebida a los apestados para evitar contagios. Debajo de la bóveda y entre las ventanas se encuentran los frescos de Andrea Viola y Giacinto Diano.